# Hemidactylus gracilis
Hemidactylus gracilis là một loài thằn lằn trong họ Gekkonidae. Loài này được Blanford mô tả khoa học đầu tiên năm 1870.